# Philippe Cousteau

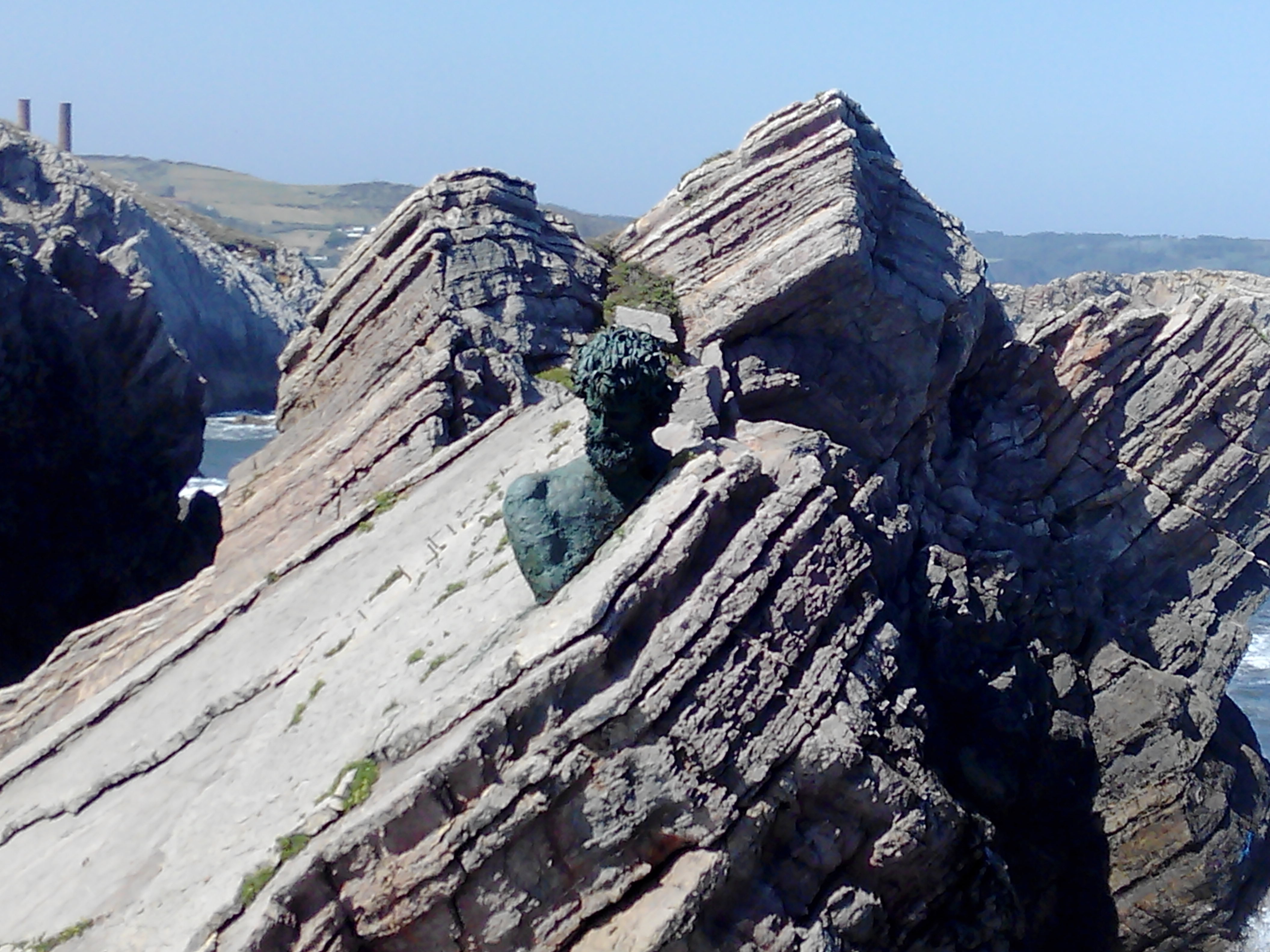
Philippe Cousteau buste in Salinas, Spanje, naast Philippe Cousteau Anchor Museum.

Philippe Cousteau (Toulon, 30 december 1940 - Lissabon, 28 juni 1979) was een Franse oceanograaf. Hij was de jongste zoon van de onderwaterpionier Jacques-Yves Cousteau en zijn vrouw Simone Melchior.
Philippe Cousteau was voorbestemd om het werk van zijn vader over te nemen. Hij had een belangrijk aandeel in de expedities van zijn vader op het schip Calypso. Ook participeerde hij in verscheidene films van zijn vader. Hij overleed in 1979 tijdens een ongeluk met een vliegboot (een voor duikexpedities ingerichte PBY Catalina) op de Taag in Portugal. Na onderzoek bleek dat een klep in de neus van het vliegtuig niet goed was dichtgemaakt.